# 2023年3月

## 3月1日
- 全体进步大会党候选人赢得2023年尼日利亚总统选举（英语：2023 Nigerian presidential election），当选尼日利亚总统。[1][2]

## 3月2日
- 越南国会举行特别会议，选举越共中央政治局委员、书记处常务书记武文赏为越南社会主义共和国主席[3]。

## 3月3日
- 马来西亚通讯及多媒体部长法米法兹表示，政府将成立一个特别委员会来调查包括已故巨星比·南利家族在内的音乐家的音乐版税问题[4]。

## 3月5日
- 马祖台军在沙滩上写字抗议部队伙食，引发两岸舆论关注[5][6]。

## 3月7日
- 格鲁吉亚各地举行示威活动，抗议议会支持新的外国代理人法案[7]。
- 英国建筑师戴维·奇普菲尔德获颁2023年普利兹克建筑奖[8]。

## 3月9日
- 當地時間晚間9時15分左右，德国汉堡市汉堡北区大博斯特爾區（英语：Groß Borstel）德爾博格街（Deelböge）的一間耶和华见证会教堂发生枪击事件，造成至少8人死亡、25人受伤，傷者中有8人傷勢嚴重，死者中為6男2女，年齡介於33歲至60歲。警方表示在現場發現的其中一名死者，疑似是槍手。死者中有一名未出生的胎兒，但其母親倖免於難[9][10][11]。
- 驻守於台灣金門縣二膽島的守备队士兵陳嘉壎失踪，中華民國政府联络中国大陆協助搜尋[12][13]。

## 3月10日
- 習近平在十四屆全國人大一次會議上再次當選中華人民共和國主席[14]，是中華人民共和國歷史上第一位任期超過十年、開展第三個任期的國家主席。此前，習近平在2022年10月23日召開的中共二十屆一中全會上已經第三次當選中共中央總書記和中共中央軍委主席[15]。
- 经过沙烏地阿拉伯和伊朗的代表团在北京进行4天的会谈后。两国同意重新建立至2016年以来断绝的外交关系，并重开大使馆[16]。
- 总部位于美国加利福尼亞州圣克拉拉市的硅谷银行宣告破产，其资产由美国联邦存款保险公司接管[17]。

## 3月12日
- 第95屆奧斯卡金像獎在美國加利福尼亞州洛杉磯市好萊塢的杜比劇院舉行，《媽的多重宇宙》囊括最佳影片等7項大獎，成為當晚最大贏家，其中楊紫瓊成為第一位斬獲奧斯卡影后的華人演員。[18]

## 3月17日
- 国际刑事法院以涉嫌在入侵乌克兰期间绑架当地儿童一事，对俄罗斯总统弗拉基米尔·普京和总统儿童权利专员瑪莉亞·路芙娃-貝洛娃发出逮捕令。[19][20]
- 民主進步黨第十六任總統提名選舉因只有賴清德一人參選，於此日確定代表民主進步黨參選2024年中華民國總統選舉。[21]

## 3月18日
- 厄瓜多尔瓜亚斯省发生6.5级地震，至少16人死亡，多座建筑物受损。[22]

## 3月19日
- 在經過瑞士政府居中斡旋後[23]，瑞銀集團宣布計畫以30億瑞士法郎（折合約32.5億美元）收購瑞士信貸[24][25]。
- 中非共和國班巴里镇附近一個由中华人民共和国公民開設的金礦遭到武裝組織襲擊，9人死亡和2人受傷。[26]

## 3月20日
- 中华人民共和国主席习近平应俄罗斯联邦总统弗拉基米尔·普京邀请，对俄罗斯展开国事访问[27]。

## 3月21日
- 日本首相岸田文雄突訪烏克蘭，並會晤烏克蘭總統弗拉基米爾·澤連斯基，是G7會員國中最後一位出訪烏克蘭的領導人[28]。
- 日本隊在2023年世界棒球經典賽決賽上以3比2擊敗美國隊，歷史上第三次奪得世界棒球經典賽冠軍[29]。

## 3月22日
- 罗伯特·梅特卡夫因其在的贡献获得2022年图灵奖。[30]
- 路易斯·卡法雷利因其对非线性偏微分方程的正则性理论的贡献获得2023年阿贝尔奖。[31][32]

## 3月25日
- 洪都拉斯宣佈与台湾即日起断绝外交关系，并承认北京政府与其建立外交关系[33][34]。
- 美國聯邦存款保險公司同意將矽谷銀行出售給第一公民銀行股份。[35]

## 3月27日
- 前中華民國總統馬英九抵達上海浦东國際機場，展開為期12天的祭祖交流之旅，成為兩岸分治後首位訪問中國大陸的卸任總統[36]。
- 在司法改革方案公布后，以色列爆发大规模抗议[37]。
- 美国田纳西州戴維森縣纳什维尔一所小学发生枪击事件，一名26岁的变性男子持枪闯入学校，杀害3名学生和3名教职员工[38]。

## 3月28日
- 蘇格蘭議會选举苏格兰民族党主席，由洪姆扎·尤薩夫当选新任蘇格蘭首席部長，成为苏格兰第一位信奉伊斯兰教的首长。[39]
- 缅甸军政府强行解散前國務資政翁山蘇姬的全國民主聯盟党。[40]
- 日本著名音乐家坂本龙一因癌症去世。享年71岁。逝世消息于4月2日发出[41][42]。

## 3月29日
- 俄罗斯联邦安全局逮捕《华尔街日报》记者埃文·格什科維奇，指控其为美国从事间谍活动[43]。
- 美國陸軍第101空降師的2架HH60黑鷹（HH60 Black Hawk）直升機於東岸時間晚間10時15分左右在美國肯塔基州克里斯蒂安縣霍普金斯市坎貝爾堡軍營進行例行訓練時墜毀，造成9人死亡[44][45]。

## 3月30日
- 中华民国总统蔡英文出访中美洲，在过境纽约时遭大批親中的当地华裔团体抗议[46]。